# Radian (Band)
Radian ist eine österreichische Band. Einflüsse aus Experimentalmusik, Post-Rock und Jazz haben bei ihnen einen Stil geformt, der der Soundästhetik des elektronischen Clicks-&-Cuts-Genres sehr nahesteht.
Das Trio formierte sich 1996 in Wien. Alle Mitglieder sind neben ihrer Aktivität bei Radian auch noch in anderen Projekten aktiv.

## Diskografie
- 1998: Radian EP (Rhiz)
- 2000: tg11 (Mego / Rhiz)
- 2002: rec.extern (Thrill Jockey)
- 2004: Juxtaposition (Thrill Jockey)
- 2009: Chimeric (Thrill Jockey)
- 2016: On Dark Silent Off (Thrill Jockey)
- 2023: Distorted Rooms (Thrill Jockey)